# Tokimeki Memorial Girl's Side: 3rd Story
Tokimeki Memorial Girl's Side: 3rd Story es un videojuego de simulación de citas de Konami publicado para Nintendo DS, en 2010 y para PlayStation Portable, en 2012, sin publicarse oficialmente fuera de Japón. El 14 de febrero de 2024 se lanzó una remasterización de la versión de Nintendo DS en la eShop de Nintendo Switch. Es el séptimo juego principal de la saga Tokimeki Memorial. 